# Julio Cordero
Julio Gabriel Cordero (13 de marzo de 1965) es un abogado argentino. Es secretario de Trabajo, Empleo y Seguridad Social de la Nación, desde el 14 de marzo de 2024; en la administración de Javier Milei.

## Biografía
Tras realizar estudios en la Universidad Católica Argentina, obtuvo el título de abogado.

### Trayectoria profesional

#### Sector privado
Fue responsable del departamento jurídico laboral del grupo empresario Techint, vicepresidente del departamento de política social de la Unión Industrial Argentina y delegado ante la Organización Internacional del Trabajo.

#### Sector público
Durante la campaña para las elecciones presidenciales de 2023, fue parte del equipo de la candidata Patricia Bullrich. Tras el triunfo de Javier Milei, se desempeñó como asesor, participando en la redacción del Decreto de Necesidad y Urgencia 70/2023.
Secretario de la Nación
El 14 de marzo de 2024, tras la renuncia de Omar Yasín, fue designado como secretario de Trabajo, Empleo y Seguridad Social del Ministerio de Capital Humano.